# James FitzGerald, I duca di Leinster
James FitzGerald, I duca di Leinster (29 maggio 1722 – Dublino, 19 novembre 1773), è stato un politico e ufficiale irlandese.

## Biografia
Era il figlio di Robert FitzGerald, XIX conte di Kildare, e di sua moglie Lady Mary O'Brien, figlia di William O'Brien, III conte di Inchiquin.

## Carriera
Fu un membro della Camera dei Comuni irlandese per Athy dal 1741, prima di succedere a suo padre come conte di Kildare nel 1743. Prestò giuramento come consigliere privato irlandese nel 1746 e nel 1747, in occasione del suo matrimonio, è stato creato visconte Leinster, di Taplow nella contea di Buckingham, nel Pari della Gran Bretagna, e nello stesso anno prese posto nella Camera dei Lord britannica. Dal 1749 al 1755 è stato uno dei leader del Partito popolare in Irlanda, ed è stato Maestro dell'Irish Board of Ordnance (1758-1766), diventando il colonnello della Royal Irish Artillery nel 1760. Venne promosso a maggiore generale nel 1761 e tenente generale nel 1770.
Nel 1761 Lord Kildare fu creato conte di Offaly e marchese di Kildare nel pari d'Irlanda e nel 1766 fu ulteriormente onorato quando fu nominato duca di Leinster, diventando a questo punto il primo duca, marchese e conte nella nobiltà d'Irlanda.

## Matrimonio
Sposò, il 7 febbraio 1747 a Londra, Lady Emily Lennox (6 ottobre 1731-27 marzo 1814), figlia di Charles Lennox, II duca di Richmond e una delle famose sorelle Lennox. Era una pronipote del re Carlo II ed era quindi un lontano cugino di quinto grado del re Giorgio III (entrambi discendevano dal re Giacomo I). Ebbero diciannove figli:
- George FitzGerald, conte di Offaly (15 gennaio 1748-26 settembre 1765);
- William FitzGerald, II duca di Leinster (12 marzo 1749-20 ottobre 1804);
- Lady Caroline FitzGerald (1750-1754);
- Lady Emily Mary Fitzgerald (1752-1818), sposò Charles Coote, barone Coote, ebbero cinque figli;
- Lady Henrietta FitzGerald (1753-1763);
- Lady Caroline FitzGerald (nata e morta 1755);
- Charles FitzGerald, I barone Lecale (30 giugno 1756-30 giugno 1810);
- Lady Charlotte Mary Gertrude Fitzgerald (1758-1836), sposò Joseph Strutt, ebbero quattro figli;
- Lady Louisa Bridget Fitzgerald (1760-1765);
- Lord Henry FitzGerald (30 luglio 1761-8 luglio 1829), sposò Charlotte Boyle, ebbero dodici figli;
- Lady Sophia Sarah Mary Fitzgerald (1762-21 marzo 1845);
- Lord Edward Fitzgerald (1763-1798), sposò Stéphanie Syms, ebbero tre figli;
- Lord Robert Stephen Fitzgerald (1765-2 gennaio 1833), sposò Sophia Charlotte Fielding, ebbero due figli;
- Lord Gerald FitzGerald (1766-1788);
- Lord Augustus FitzGerald (1767-1771);
- Lady Fanny FitzGerald (1770-1775);
- Lady Lucy Anne FitzGerald (1771-1851), sposò l'ammiraglio Thomas Foley, non ebbero figli;
- Lady Louisa FitzGerald (1772-1776);
- Lord George Simon FitzGerald (1773-1783).

## Morte
Morì a Leinster House, Dublino, il 19 novembre 1773 e fu sepolto nella Cattedrale di Cristo. La duchessa di Leinster provocò un piccolo scalpore sposando il suo amante William Ogilvie nel 1774, ma continuò ad essere conosciuta come la duchessa vedova di Leinster.
Nel 1999 in Aristocrats, una serie televisiva limitata in sei parti basata sulla vita di Emily Lennox e delle sue sorelle . Leinster è stato interpretato da Ben Daniels.